# Wolfgang Brost

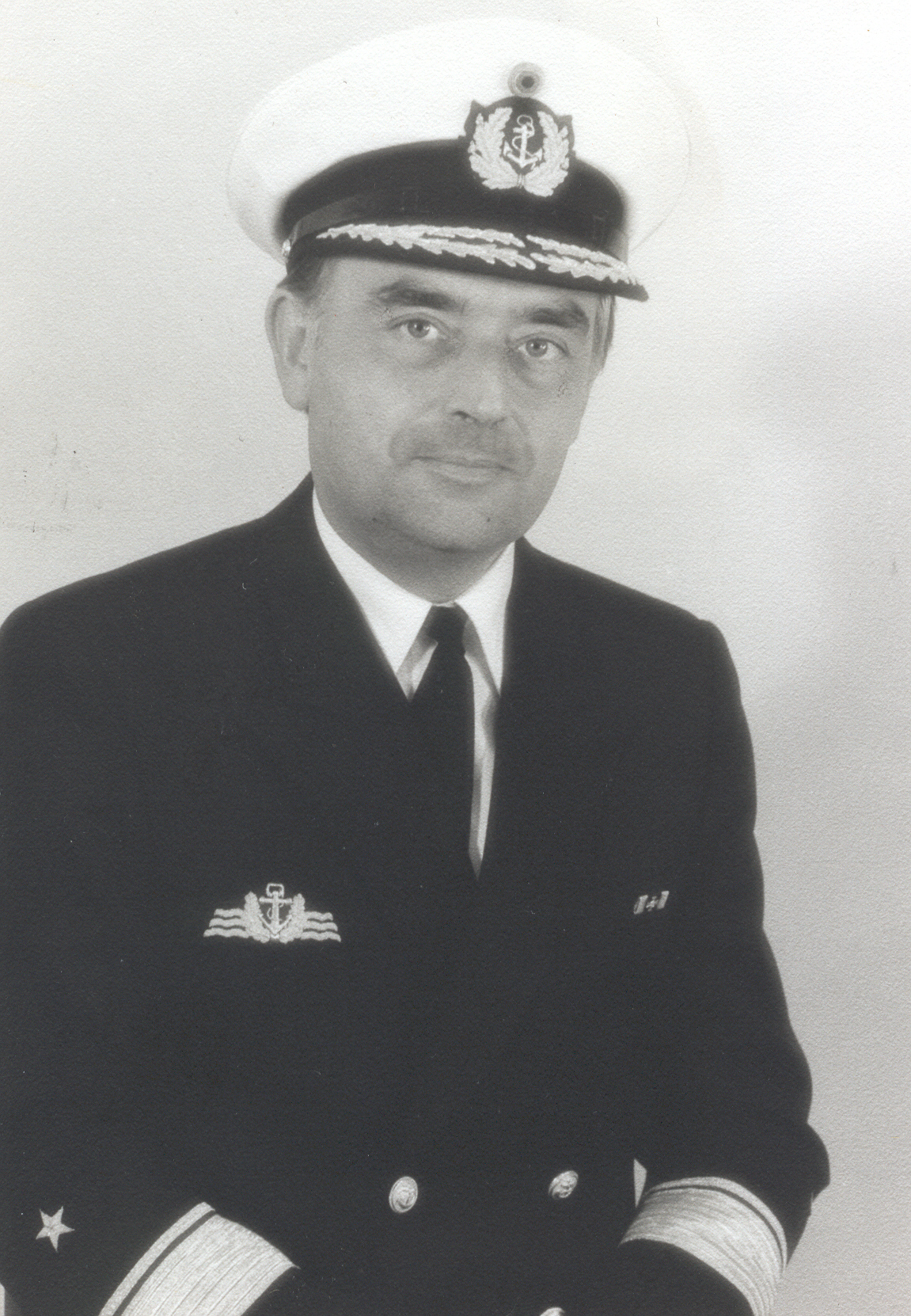
Flottillenadmiral Wolfgang Brost (1982)

Wolfgang Horst Brost (* 20. Januar 1936 in Berlin; † 1. September 2016 in Flensburg) war ein Konteradmiral der Deutschen Marine.

## Leben
Brost trat als Mitglied der Crew V/56 als Offiziersanwärter an der Marineschule Mürwik in die Bundesmarine ein. Nach Abschluss der Offiziersausbildung wurde er im April 1958 Leutnant zur See und war zwischen 1959 und 1960 Wachoffizier auf Minensuchbooten sowie im Anschluss von 1961 bis 1962 Gruppenoffizier und Hörsaalleiter an der Marineschule Mürwik. Anschließend fand er zwischen 1962 und 1965 Verwendung als Wachoffizier und zuletzt als Kommandant auf Minensuchbooten, ehe er von 1965 bis 1966 Flaggleutnant von Vizeadmiral Heinrich Gerlach war, dem Befehlshaber der Flotte. Nach einer von 1966 bis 1967 dauernden Ausbildung zum Operationsoffizier in der niederländischen Marine absolvierte er zwischen 1967 und 1969 den 9. Admiralstabsoffizier-Lehrgang (ASTO) an der Führungsakademie der Bundeswehr in Hamburg.
Nach dessen Abschluss war Brost von 1969 bis 1971 S 3-Offizier (Planung, Befehlsgebung und Führung laufender Operationen) im Stab eines Minensuchgeschwaders sowie zwischen 1971 und 1974 stellvertretender Marineattaché an der Botschaft im Vereinigten Königreich, ehe er als Nachfolger von Korvettenkapitän Hartwig Sellschopp zwischen Oktober 1974 und seiner Ablösung durch Fregattenkapitän Konrad Bürger im Februar 1977 als Fregattenkapitän Kommandeur des 5. Minensuchgeschwaders sowie zwischen März und September 1977 für kurze Zeit Referent im Referat Fü M III 1 (Konzeption und planerische Vorgaben, Internationale Zusammenarbeit) im Führungsstab der Marine war. Im Oktober 1977 wurde Kapitän zur See Brost Nachfolger von Kapitän zur See Dieter Wellershoff Kommandeur der Flottille der Minenstreitkräfte und verblieb in dieser Verwendung bis September 1981, woraufhin er durch Kapitän zur See Klaus-Peter Niemann abgelöst wurde.
Nachdem er bis Dezember 1982 einen Lehrgang am Royal College of Defence Studies (RCDS) in London besucht hatte, wurde Brost zum Flottillenadmiral befördert und übernahm als Nachfolger von Flottillenadmiral Dieter Ehrhardt den Posten als Kommandeur der Marineschule Mürwik. In dieser Verwendung verblieb er bis zum 30. September 1983, woraufhin am 1. Oktober 1983 Flottillenadmiral Horst-Helmut Wind die Nachfolge antrat. Im Anschluss wurde er selbst am 1. Oktober 1983 Leiter der Stabsabteilung Fü M III (Konzeption, Planung, Führung) im Führungsstab der Marine und übte diese bis zum 31. März 1986 aus. Danach war er zwischen dem 1. April 1986 bis zum 31. März 1989 stellvertretender Leiter der Stabsabteilung Fü S III (Militärpolitik und Rüstungskontrolle) im Führungsstab der Streitkräfte (FüS) im Bundesministerium der Verteidigung.
Am 1. April 1989 wurde Brost als Konteradmiral Chef des Stabes und stellvertretender Chef für Operationen DDO (Deputy Director for Operations) im Hauptquartier der Alliierten Streitkräfte der NATO in Nordeuropa (Allied Forces Northern Europe). Am 30. Juni 1993 wurde er in den Ruhestand versetzt.
Er engagierte sich später für die Historische Gesellschaft Glücksburg, als Ehrenvorsitzender des Edvard-Munch-Hauses in Warnemünde sowie für die Deutsch-Norwegische Freundschaftsgesellschaft (DNF). Für sein Engagement für die kulturellen Beziehungen zwischen Deutschland und Norwegen wurde ihm 2008 der Verdienstorden des Landes Mecklenburg-Vorpommern verliehen.

## Schriften
- Faszination der See in der bildenden Kunst der Gegenwart, Herausgeber Deutsches Marine Institut, E.S. Mittler & Sohn, Bonn 1988, ISBN 978-3-8132-0290-8
- Meer offen : Meer und Wasser, Schiff und Boot in der bildenden Kunst der 80er Jahre in Deutschland und Norwegen. Eine Ausstellung der Deutsch-Norwegischen Gesellschaft, E.S. Mittler & Sohn, Bonn 1991, ISBN 978-3-8132-0387-5